# Satrup

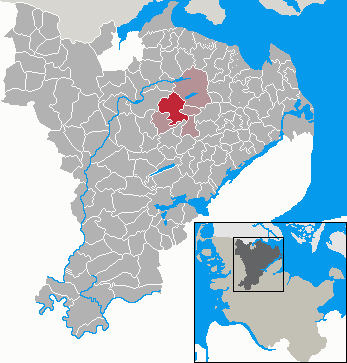

Satrup était un village de l'arrondissement de Schleswig-Flensburg, dans le Schleswig-Holstein, en Allemagne. Depuis le 1er mars 2013 il est un quartier et le siège de la commune de Mittelangeln.  

## Histoire
Satrup a été mentionnée pour la première fois dans un document officiel en 1407 sous le nom de Satorp.